# Phillip Allen Sharp

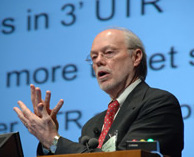
Phillip Allen Sharp (2009)

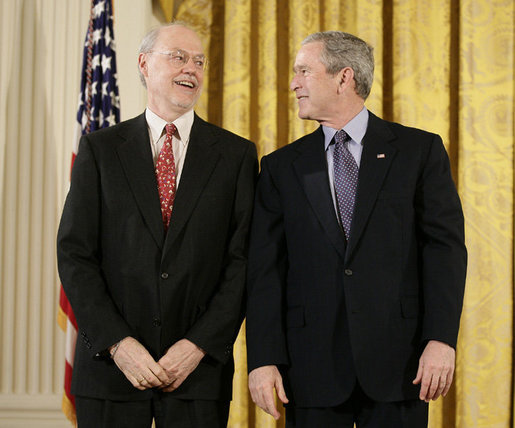
Phillip Allen Sharp (links) und George W. Bush

Phillip Allen Sharp (* 6. Juni 1944 in Falmouth/Pendleton, Kentucky) ist ein US-amerikanischer Chemiker, Molekularbiologe, Genetiker und Nobelpreisträger (1993).
Sharp studierte am Union College in Barbourville in Kentucky Mathematik und Chemie und promovierte 1969 in Chemie an der University of Illinois at Urbana-Champaign. Als Post-Doc war er am Caltech und im Cold Spring Harbor Laboratory bei James D. Watson. 1974 holte ihn Salvador Luria ans Massachusetts Institute of Technology, wo er Professor für Biologie wurde (seit 1999 Institute Professor). Am MIT war er von 1985 bis 1991 Direktor des Zentrums für Krebsforschung, von 1991 bis 1999 Leiter der Biologie-Fakultät und von 2000 bis 2004 Direktor des McGovern Institute for Brain Research.
1980 erhielt er den National Academy of Sciences Award in Molecular Biology, 1986 den Alfred P. Sloan, Jr. Prize und einen Gairdner Foundation International Award, 1988 den Albert Lasker Award for Basic Medical Research sowie den Louisa-Gross-Horwitz-Preis und 1993 zusammen mit Richard J. Roberts den Nobelpreis für Physiologie oder Medizin „für ihre Identifizierung des diskontinuierlichen Aufbaus einiger Erbanlagen von Zellorganismen“. Diese Mosaikgene enthalten sogenannte Intron-Abschnitte, die nicht für Proteinabschnitte codieren, sondern beim Spleißen des Primärtranskripts entfernt werden. Das kann auf verschiedene Weisen geschehen, so dass identische DNA-Abschnitte verschiedene Proteine codieren können.
1985 erhielt Sharp den Howard Taylor Ricketts Award. Die American Philosophical Society, deren Mitglied er seit 1991 ist, zeichnete Sharp 1999 mit ihrer Benjamin Franklin Medal aus. 1983 nahmen ihn sowohl die American Academy of Arts and Sciences als auch die National Academy of Sciences als Mitglied auf.
1993 erhielt Sharp den Nobelpreis für Physiologie oder Medizin. 2002 wurde er mit dem Biotechnology Heritage Award ausgezeichnet, 2020 mit dem AACR Award for Lifetime Achievement in Cancer Research.
Er ist Mitgründer verschiedener Biotechnologie-Firmen (Biogen, Alnylam Pharmaceuticals und – dem zwischenzeitlich verkauften – Magen Biosciences).